# 마파람 점장
마파람 점장(南風)은 《침략! 오징어 소녀》에 등장하는 등장인물이다. 원판 이름은 '미나미카제(南風 남풍) 점장'.

## 소개
성우는 정명준.‘레몬’의 오징어 소녀의 인기에 편승. 인형탈 에 내장된 장치로 솜씨 좋게 요리하는 모습이 보인다.